# Frederick Hanley Seares
Frederick Hanley Seares (Michigan, 17 maggio 1873 – 20 luglio 1964) è stato un astronomo statunitense.
Nato nel Michigan e cresciuto nell'Iowa ha compiuto i propri studi all'Università della California, compiendo studi anche a Parigi e Berlino. Ha compiuto il lavoro di ricercatore all'Università del Missouri studiando le comete e le stella variabili per poi trasferirsi all'Osservatorio di Monte Wilson dove ha lavorato per 36 anni.
Nel 1929 è diventato presidente della Società Astronomica del Pacifico.
Seares ha utilizzato l'Astrofotografia per l'indagine dell'universo siderale, dedicandosi anche alla standardizzazione della Magnitudine apparente delle stelle.

## Onorificenze
- Bruce Medal nel 1940
- Il cratere lunare Seares è stato nominato così in suo nome.

| Controllo di autorità | VIAF (EN) 45080747 · ISNI (EN) 0000 0000 5526 9403 · LCCN (EN) n86835289 · GND (DE) 117458740 · J9U (EN, HE) 987007271563805171 |